# Ch. Heshigtogtahu

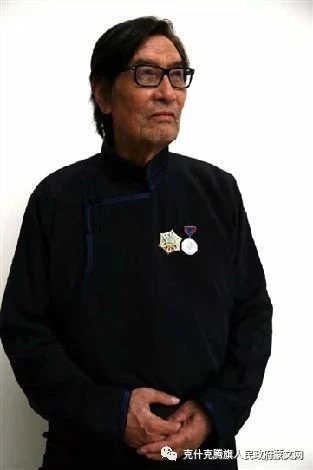
Ch. Heshigtogtahu mit dem Polarstern

Ch. Heshigtogtahu (mongolisch ᠴ᠂ ᠭᠡᠰᠢᠭᠲᠦᠠᠠᠳᠠᠬᠤ, mongolisch-kyrillisch Ч. Хишигтогтох Tsch. Chischigtogtoch; * 4. Dezember 1940 in Chifeng; † 24. Februar 2022) war ein mongolischer Mongolist.

## Leben

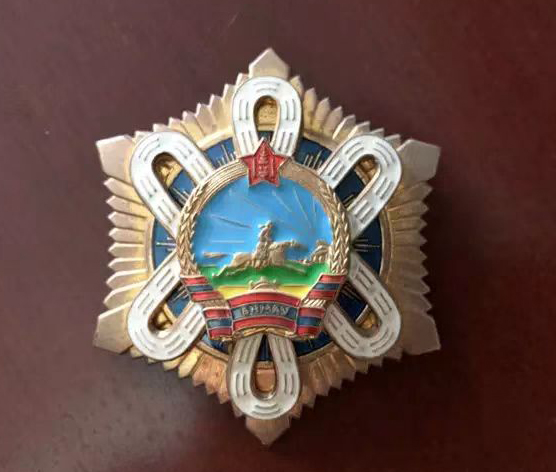
Staatsorden der Mongolei „Polarstern“

Heshigtogtahu (Ch. Khishigtogtokh) wurde im Hexigten-Banner der Inneren Mongolei als dritter Sohn von Coirab (ᠴᠣᠢᠷᠠᠪ) und seiner Ehefrau ᠪᠠᠭᠰᠢ ᠵᠢᠨ ᠡᠵᠢ ᠵᠢᠨ ᠨᠡᠷ᠎ᠡ geboren. 1966 absolvierte er sein Studium zu Sprachen und Literatur der nationalen Minderheiten an der Zentralen Nationalitäten-Universität in Peking (ZNU; chinesisch 中央民族大学).
Seit 1966 arbeitete er als Privatdozent, außerordentlicher Professor sowie Professor an der ZNU und hat mehrere hundert Studenten und mehrere zehn Magister und Doktoranden für mongolische Sprache und Literatur ausgebildet. Als Gastprofessor wirkte er 1993 und 2003 an der Waseda University in Japan. Er wurde von der Indiana University in den USA, der Universität Korea und der Nationaluniversität der Mongolei eingeladen und hat dort mehrere wissenschaftliche Vorträge gehalten.
Er wurde 2006 mit dem „Polarstern“, dem höchsten Staatsorden der Mongolei, durch den mongolischen Präsidenten Nambaryn Enchbajar ausgezeichnet, 2013 erhielt er eine nach dem mongolischen Schriftsteller Tsendiin Damdinsüren benannte Medaille.

## Veröffentlichungen (Auswahl)

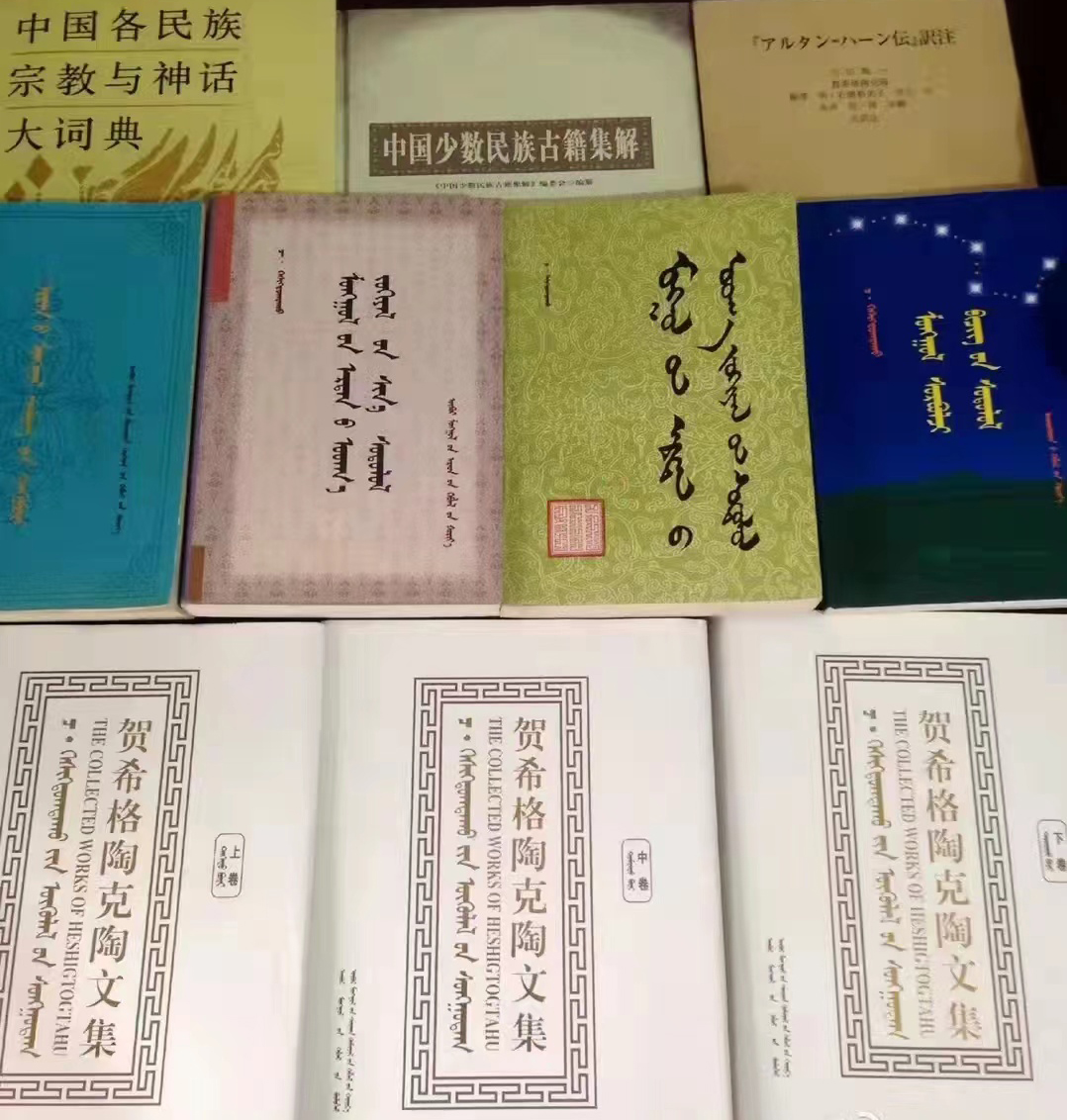
Werke

### Bücher
Die meisten seiner Bücher wurden in klassischem Mongolisch, Mongolisch-kyrillisch und Chinesisch in der VR China und in der Mongolei veröffentlicht.
- erten-ü mongɣol silüg-ün tegübüri. 1985. (ᠡᠷᠲᠡᠨ ᠪ ᠮᠣᠩᠭᠣᠯ ᠊ᠤᠨ ᠰᠢᠯᠦᠭ ᠊ᠤᠨ ᠲᠡᠭᠦᠪᠦᠷᠢ᠂ ᠦᠪᠦᠷ ᠮᠣᠩᠭᠣᠯ ᠊ᠤᠨ ᠪᠠᠭᠠᠴᠦᠳ ᠬᠡᠤᠭᠡᠳ ᠊ᠤᠨ ᠬᠡᠪᠯᠡᠯ ᠬᠣᠷᠢᠶᠠ᠂ 1985 ᠣᠨ)[1]
- mongɣol-un erten-ü udq-a ǰokiyal-un sudulul. 1988. (ᠮᠣᠩᠭᠣᠯ ᠊ᠤᠨ ᠡᠷᠲᠡᠨ ᠪ ᠤᠳᠬ᠎᠎ᠠ ᠵᠣᠬᠢᠶᠠᠯ ᠊ᠤᠨ ᠰᠦᠳᠦᠯᠦᠯ᠂ ᠦᠪᠦᠷ ᠮᠣᠩᠭᠣᠯ ᠊ᠤᠨ ᠠᠷᠠᠳ ᠊ᠤᠨ ᠬᠡᠪᠯᠡᠯ ᠬᠣᠷᠢᠶᠠ᠂ 1988 ᠣᠨ)[2]
- mongɣol-un erten-ü udq-a ǰokiyal-un sin-e sudulul. 1998. (ᠮᠣᠩᠭᠣᠯ ᠊ᠤᠨ ᠡᠷᠲᠡᠨ ᠪ ᠤᠳᠬ᠎᠎ᠠ ᠵᠣᠬᠢᠶᠠᠯ ᠊ᠤᠨ ᠰᠢᠨ᠎ᠠ ᠰᠦᠳᠦᠯᠦᠯ᠂ ᠦᠪᠦᠷ ᠮᠣᠩᠭᠣᠯ ᠊ᠤᠨ ᠠᠷᠠᠳ ᠊ᠤᠨ ᠬᠡᠪᠯᠡᠯ ᠊ᠤᠨ ᠬᠣᠷᠢᠶᠠ᠂ 1998 ᠣᠨ)[3]
- monɣol surbulǰi bičig-ün sudulul. 2003. (ᠮᠣᠩᠭᠣᠯ ᠰᠤᠷᠪᠤᠯᠵᠢ ᠪᠢᠴᠢᠭ ᠊ᠤᠨ ᠰᠤᠳᠤᠯᠤᠯ᠂ ᠦᠨᠳᠦᠰᠦᠲᠠᠨ ᠪ ᠬᠡᠪᠯᠡᠯ ᠊ᠤᠨ ᠬᠣᠷᠢᠶᠠ᠂ 2003 ᠣᠨ)[4]
- č. kesigtoɣtaqu-un ögülel-ün songɣudaɣ. Vol. I-III. 2013. (ᠴ᠂ ᠭᠡᠰᠢᠭᠲᠦᠠᠠᠳᠠᠬᠤ ᠵᠢᠨ ᠦᠭᠦᠯᠡᠯ ᠊ᠤᠨ ᠰᠣᠩᠭᠤᠳᠠᠭ᠂ 3 ᠪᠣᠳᠢ᠂ ᠦᠪᠦᠷ ᠮᠣᠩᠭᠣᠯ ᠰᠤᠷᠭᠠᠨ ᠬᠦᠮᠦᠵᠢᠯ ᠊ᠤᠨ ᠬᠡᠪᠯᠡᠯ ᠊ᠤᠨ ᠬᠣᠷᠢᠶᠠ᠂ 2013 ᠣᠨ)[5]
- mongɣol üsüg. mongɣol bičig. 2019. S. 338 (ᠮᠣᠩᠭᠣᠯ ᠦᠰᠦᠭ᠂ ᠮᠣᠩᠭᠣᠯ ᠪᠢᠴᠢᠭ᠂ ᠦᠨᠳᠦᠰᠦᠲᠠᠨ ᠪ ᠬᠡᠪᠯᠡᠯ ᠊ᠤᠨ ᠬᠣᠷᠢᠶᠠ᠂ 2019 ᠣᠨ᠂ 338)[6]

### Wissenschaftliche Beiträge
Seine mehr als 80 wissenschaftlichen Beiträge wurden in der mongolischen, chinesischen, kyrillischen, japanischen und russischen Sprache in der Mongolei, in Japan und in der VR China veröffentlicht. z. B.
- ᠮᠣᠩᠭᠣᠯ ᠰᠤᠷᠪᠤᠯᠵᠢ ᠪᠢᠴᠢᠭ ᠊ᠤᠨ ᠴᠢᠭᠤᠯᠭᠠᠨ ᠪ ᠶᠡᠷᠦᠩᠬᠡᠢ ᠣᠷᠣᠰᠢᠯ᠂ ᠮᠣᠩᠭᠣᠯ ᠦᠰᠦᠭ᠂ ᠮᠣᠩᠭᠣᠯ ᠪᠢᠴᠢᠭ᠂ ᠦᠨᠳᠦᠰᠦᠲᠠᠨ ᠪ ᠬᠡᠪᠯᠡᠯ ᠊ᠤᠨ ᠬᠣᠷᠢᠶ᠎ᠠ᠂ 2019 ᠣᠨ᠂ 5-111 ᠃
- 蒙古文献大系总序. ᠮᠣᠩᠭᠣᠯ ᠦᠰᠦᠭ᠂ ᠮᠣᠩᠭᠣᠯ ᠪᠢᠴᠢᠭ᠂ ᠦᠨᠳᠦᠰᠦᠲᠠᠨ ᠪ ᠬᠡᠪᠯᠡᠯ ᠊ᠤᠨ ᠬᠣᠷᠢᠶ᠎ᠠ᠂ 2019 ᠣᠨ᠂ 113-186 ᠃
- Heshigtogtahu. Origins of Mongol Manuscripts (Translated by Bilig Ordos and Saihanjula Heshig). ᠮᠣᠩᠭᠣᠯ ᠦᠰᠦᠭ᠂ ᠮᠣᠩᠭᠣᠯ ᠪᠢᠴᠢᠭ᠂ ᠦᠨᠳᠦᠰᠦᠲᠠᠨ ᠪ ᠬᠡᠪᠯᠡᠯ ᠊ᠤᠨ ᠬᠣᠷᠢᠶ᠎ᠠ᠂ 2019 ᠣᠨ᠂ 229-262 ᠃